# Dicranocnemus pulcher
Dicranocnemus pulcher är en skalbaggsart som beskrevs av Louis Albert Péringuey 1902. Dicranocnemus pulcher ingår i släktet Dicranocnemus och familjen Melolonthidae. Inga underarter finns listade i Catalogue of Life.